# 1869 год в науке
В 1869 году были различные научные и технологические события, некоторые из которых представлены ниже.

## События

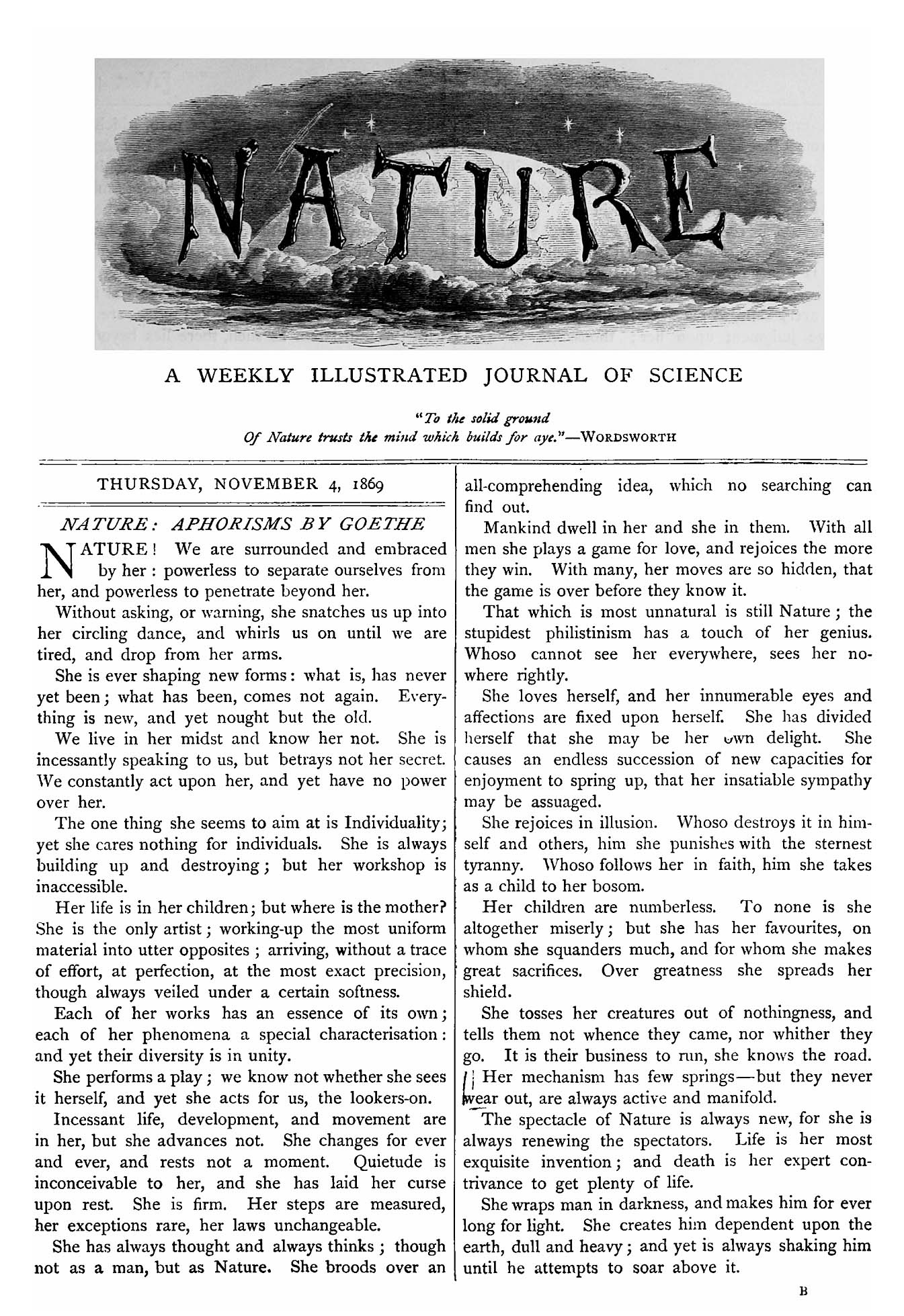
Обложка первого выпуска журнала Nature

- 4 ноября — Вышел первый выпуск междисциплинарного научного журнала Nature[1].
- Английским зоологом, профессором Томасом Генри Гексли был введён в употребление термин агностицизм[2].
- В Нью-Йорке основан Американский музей естественной истории.

## Достижения человечества

### Открытия
- Д. И. Менделеев открыл Периодический закон химических элементов[3][4].
- 1—7 ноября — Джузеппе Джезиоли впервые наблюдал тауриды.
- Пауль Лангерганс открыл островки Лангерганса в поджелудочной железе.
- Изучая гной использованных бинтов, Фридрих Мишер открыл молекулу ДНК, названную им «нуклеин» (от лат. nucleus — ядро, поскольку молекула была обнаружена в ядрах клеток).

### Изобретения
- 8 июня — Айвз Макгаффни запатентовал первый пылесос[5].
- Гектограф: Михаил Иванович Алисов.
- Тикерный аппарат: Томас Эдисон.

## Награды
- Ломоносовская премия: В. И. Даль. За «Толковый словарь живого великорусского языка»[6]:53-108.
- Медаль Копли: Анри Виктор Реньо. За второй том своей книги «Relation des Experiences pour determiner les lois et les donnees physiques necessaries au calcul des machines a feu», содержащей результаты его лабораторных исследований процессов, происходящих при нагреве газов и паров, а также за статьи, посвящённые упругим силам в парах.
- Медаль Уолластона в геологии: Генри Клифтон Сорби.

## Родились
- 11 января –  Аладар Ауески, венгерский учёный-патолог, ветеринарный врач, профессор бактериологии и микробиологии.
- 8 апреля — Харви Уильямс Кушинг (ум. 1939), американский нейрохирург.
- 8 декабря — Рене Вормс, французский социолог и политический деятель.

## Скончались
- 18 февраля — Василий Тимофеевич Плаксин, русский писатель, историк литературы, литературный критик и педагог; статский советник (род. 1795)[7].
- 16 сентября — Томас Грэм (род. 1805), шотландский химик.